# Tarak Ben Chrouda
Tarak Ben Chrouda (arabe : طارق بن شرودة), né le 13 octobre 1976 à La Marsa, est un footballeur international tunisien évoluant au poste de défenseur.

## Biographie
Formé à l'Avenir sportif de La Marsa, il se distingue par son application, son jeu rigoureux et discipliné et ses aptitudes physiques. À l'âge de 17 ans, il est intégré à l'effectif seniors, où il s'impose rapidement comme arrière latéral gauche, avant d'être transformé en libéro.
Les grands clubs le convoitent et c'est le Club africain qui réussit à l'engager. Mais une blessure récalcitrante l'empêche d'évoluer et de réaliser ses ambitions. Il revient à son club d'origine où il est un joueur régulier, réputé exemplaire et fair-play. Il dispute au total 242 matchs pour son club où il joue pendant treize ans.
Il est sélectionné pour les Jeux olympiques de 1996 puis une seule fois en équipe nationale, le 6 novembre 1998, lors d'un match amical contre le Zimbabwe.

## Palmarès
- Vainqueur de la coupe de Tunisie 1993-1994